# Уку Сувисте
Уку Сувисте (Виру, 6. јун 1982) је естонски кантаутор, пијаниста и музички продуцент. Требало је да представља Естонију на Песми Евровизије 2020. у Ротердаму у Холандији, пре отказивања такмичења те године. Међутим, коначно је имао прилику да представља Естонију на Песми Евровизије 2021. године.

## Биографија
Сувистеов отац је естонски ТВ продуцент Раиво Сувисте, а мајка Дана Сувисте.   Дана Сувисте је дипломирала на Државном конзерваторијуму у Талину, специјализујући се за класично певање. 
Године 2001. примљен је на Естонски колеџ информационих технологија, а четири године касније дипломирао је на специјалности администратор рачунарских система. 
Годину и по, почевши од 2006. године, студирао је на Берклију у Бостону на смеру певање, савремено писање и музичка продукција. 
Почевши од 2004. године, Сувисте је дуги низ година учествовао на такмичењу младих у певању. Године 2004. добио је специјалну награду за оригиналну песму „Године 2008. на такмичењу је победила песма „Refreshing“ коју су написали Сувисте и његов пријатељ Маиро Марјамаа. 
Током 2006. године, Сувисте је био део естонског Р&Б и диско музичког бенда из 80-их под називом "Lament". Био је други вокални солиста, а свирао је и клавијатуру. 
Године 2010. Сувисте је учествовао на највећем руском такмичењу песама „Нови талас“, који се одржао у Јурмали, и освојио је 3. место.   Било је 12.000 учесника, а такмичење је емитовано у тридесет и једној земљи.
Сувисте се такмичио у 7. сезони руске верзије Гласа 2018. године, где га је тренирала Ани Лорак. У полуфиналу је елиминисан из такмичења.  
Сувисте је победио у националном финалу, тиме поставши естонски учесник на такмичењу за Песму Евровизије 2020. године.  Када је Евровизија отказана због пандемије ковида 19, Сувисте је поновно победио на националном избору 2021. године.   Учествовао је у другом полуфиналу такмичења, али није успео да се квалификује у велико финале.

## Дискографија

### Синглови
| Назив                 | Година |
| --------------------- | ------ |
| "It's Christmas Time" | 2005.  |
| "See on nii hea"      | 2008.  |
| "Love of my life"     | 2009.  |
| "Sind otsides"        | 2009.  |
| "Saatanlik naine"     | 2009.  |
| "Show me the love"    | 2010.  |
| "Isju Tebja"          | 2010.  |
| "Jagatud öö"          | 2011.  |
| "Midagi head"         | 2011.  |
| "Võitmatu"            | 2012.  |
| "Valge Lumi"          | 2013.  |
| "I wanna be the one"  | 2014.  |
| "Supernatural"        | 2016.  |
| "Pretty Little Liar"  | 2019.  |
| "What Love Is"        | 2020.  |
| "Müüdud ja Pakitud"   | 2020.  |
| "Torman Tulle"        | 2020.  |
| "The Lucky One"       | 2020.  |